# Markelfinger Winkel
Der Markelfinger Winkel bildet einen Teil des Bodensees zwischen dem nördlichen Teil der Halbinsel Mettnau und Markelfingen. Er ist die nordwestliche Fortsetzung des Gnadensees und mit ihm Teil des Untersees. Er misst in der Fläche rund einen Quadratkilometer. Am nördlichen Ufer liegt das Naturschutzgebiet Bodenseeufer.

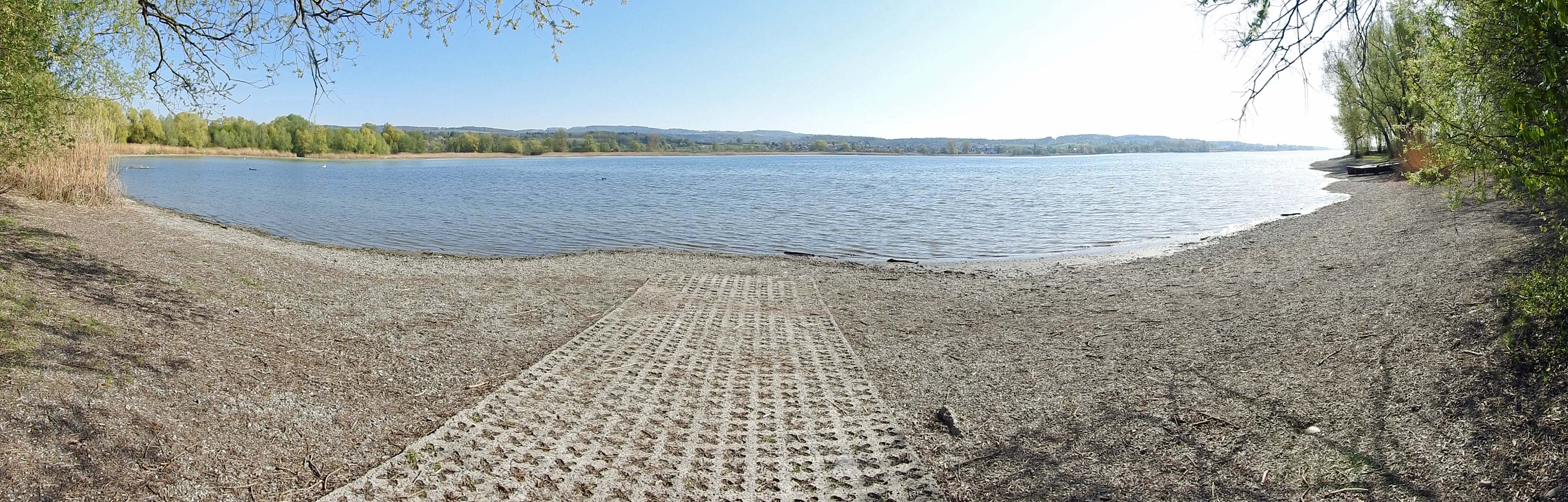
Markelfinger Winkel von Westen

## Naturschutz
Das Regierungspräsidium Freiburg hat den Markelfinger Winkel mit Wirkung zum 30. September 2023 unter Naturschutz gestellt. Unter dem Namen Naturschutzgebiet „Markelfinger Winkel und westlicher Gnadensee“ sind künftig weite Teile des Uferbereichs für eine Freizeitnutzung gesperrt.